# Клепач Сергій Титович
Клепач Сергій Титович (24.08.1899, с. Гурівка, Олександрійський повіт, Херсонська губернія — 09.05.1933, Дніпропетровськ (нині-Дніпро)) — активний учасник українських визвольних змагань 1917-1923 р.р., голова Гурівської підпільної організації 1920-30-х р.р., борець проти радянської окупації.

## Життєпис
Згідно запису в метриці народився в родині Тита Даниловича і Євдокії Павлівни Кліпачів (рос. "Клипачь"). Батько володів 20 десятинами землі, мав 5 синів і 2 доньки.
Мав середню освіту. В 1921 р. працював вчителем в с. Цвіткове (не існує, було в складі Долинського р-ну). В 1924-му позбавлений волі за участь в українських визвольних змаганнях в складі полку свого брата Івана. Згодом в період з 1929-1931 р.р. 5 разів арештовувався ГПУ. З 1931-го переховувався в лісах і садибах родичів. 
Розстріляний в 1933 р.
На часть братів Клепачів Івана та Сергія в м. Долинській названо провулок і встановлено меморіальну дошку.